# Polyzonus luteonotatus
Polyzonus luteonotatus là một loài bọ cánh cứng trong họ Cerambycidae.